# Марлора, Огюстен
Огюстен Марлора (фр. Augustin Le Marlorat) — французский протестантский богослов, известный своими экзегетическими трудами.
Основными источниками сведений о жизни Марлора являются труды его современников: биографическая заметка Теодора Беза из сборника «Les vrays pourtraits» и «История мучеников» Жана Криспена. Огюстен родился 3 мая 1506 года в фамильном особняке (фр. Hôtel Le Marlorat) в Бар-ле-Дюке в доме, современный адрес которого улица Ducs-de-Bar, 54. Три года спустя родился брат будущего богослова, Мартен (Martin Le Marlorat). Их отец, юрист Мартен Марлора, и мать Куниз де Бертекур (Cunise de Berthécourt), умерли молодыми. Осиротев в возрасте восьми лет, Огюстен был отдан на воспитание августинцам из церковь святого Антония, тогда как имущество семейства Марлора и воспитание Мартена-младшего было доверено местному торговцу. Хотя покойные родители, по видимому, оставили распоряжения относительно обоих братьев, семейное имущество в итоге досталось только младшему, которому назначили юридическую карьеру. Не имея другого выбора, Огюстен, изучал под руководством монахов Священное писание, творения Отцов церкви и древние языки. В 1524 году, без особой склонности, он принял монашеский обет. На становление протестантского мировоззрения молодого монаха решающее влияние оказали проповеди Жана Шастелена из Турне. Некоторое время Огюстен служил проповедником в разных городах, пока в 1533 году не получил должность в буржской общине своего ордена. После дела о листовках, хотя его имя и не называлось в расследовании, Марлора отказался от своей пребенды и уехал в Женеву.
В Женеве Огюстен Марлора познакомился с братьями Этьеннами, в типографии которых работал корректором, и с видными деятелями Реформации — Теодором Беза и Жаном Кальвином. По поручению Этьеннов Марлора приступил к подготовке обобщающего труда по христианской экзегетике. В 1547 году он начал преподавать в протестантской академии Лозанны, в 1549 году стал пастором в Криссье, а затем в Веве. В возрасте около 50 лет он женился на жительнице Берна, в браке с которой имел пятерых детей. Годы в Веве были самыми плодотворными в жизни Марлора, там он закончил свой главный труд «Noui Testamenti Catholica Expositio ecclesiastica». Комментарии к Новому Завету были опубликованы в Женеве в 1561 году, а большинство прочих трудов были изданы уже после смерти богослова. В 1559 году Марлора принял предложение общины Руана, став там пастором. В феврале 1651 года он написал обращённые к королеве-матери «Предостережения» («Remontrances à la Royne»), а в следующем году, после взятия города католиками, был посажен в тюрьму, а затем приговорён к смертной казни. Повешение Огюстена Марлора, вместе с тремя другими протестантскими проповедниками, состоялось 30 октября 1562 года.